# Olsztyński Chór Kameralny Collegium Musicum
Chór Kameralny Collegium Musicum powstał w 1977 roku. Skupia muzyków amatorów oraz uczniów i absolwentów szkół muzycznych oraz akademii muzycznych. Repertuar chóru to utwory muzyki dawnej, współczesnej, klasycznej, rozrywkowej, ludowej i religijnej. Chór koncertował w Finlandii, Szwecji, Niemczech, Austrii, Szwajcarii, Bułgarii, Rosji, na Węgrzech, w USA, Wielkiej Brytanii i Francji.
Dyrygentem chóru jest od 1984 roku Janusz Wiliński.
Wydany w 2000 roku przez Soliton album Cicha noc... najpiękniejsze kolędy, nagrany z towarzyszeniem Orkiestry Kameralnej Olsztyńskiego Towarzystwa Muzycznego, uzyskał status platynowej płyty.

## Najważniejsze osiągnięcia
- Światowy Konkurs Rozgłośni Radiowych "Let The People Sing" w Kolonii (Niemcy) - III miejsce (1988)
- Internationaler Schubert-Chorwettbewerb w Wiedniu (Austria ) - Grand Prix (1992)
- Ogólnopolski Turniej Chórów „Legnica Cantat” – Srebrna Lutnia im. J. Libana wraz z trzykrotnym Grand Prix (1992,1993,1997)
- 53 Międzynarodowy Festiwal Muzyczny pod patronatem Księcia Walii w Llangollen w Walii (International Eisteddfod) – I miejsce w dwóch kategoriach, z czterech medali dla zwycięzców głównych kategorii dla zespołu oraz indywidualna nagroda specjalna Dyrektora Muzycznego Festiwalu dla najlepszego dyrygenta - W. S. Gwynn Williams Trophy(1999)
- XXXII Międzynarodowy Konkurs Chóralny w Montreux (Szwajcaria) - Grand Prix (1996)
- Freamunde Internacjonal Choir Competition (Portugalia)- GRAND PRIX (Choir of the Choirs) i I miejsce w kategorii muzyki sakralnej (2010)
- Platynowa Płyta przyznana przez Związek Producentów Audio Video za płytę "Cicha noc... najpiękniejsze kolędy" (2008)
- Nagroda  FRYDERYK 2010 w kategorii - MUZYKA POWAŻNA - ALBUM ROKU -  MUZYKA CHÓRALNA I ORATORYJNA

– za płytę „Missa Pro Pace, Missa Stella Maris” (Feliks Nowowiejski )
wykonawcy: Olsztyński Chór Kameralny „Collegium Musicum”, Orkiestra Symfoniczna Warmińsko-Mazurskiej Filharmonii im. Felixa Nowowiejskiego w Olsztynie
Soliści: Anna Dramowicz - organy, Maciej Ingielewicz - organy. Dyrygent/Kierownik Artystyczny: Janusz Wiliński, Janusz Przybylski (2010)